# 芒特奧利夫 (密西西比州)
芒特奧利夫（英語：Mount Olive）是位於美國密西西比州卡溫頓縣的城鎮。

## 人口
根據2020年美國人口普查的數據，芒特奧利夫的面積為8.02平方千米，皆為陸地。當地共有人口895人，而人口密度為每平方千米112人。